# Al-Mustazhir bi-'llah
Abu l-Abbas Ahmad al-Mustazhir bi-llah, arabisch أبو العباس أحمد المستظهر بالله, DMG Abū l-ʿAbbās Aḥmad al-Mustaẓhir bi-llāh (* 1078; † 6. August 1118), war von 1094 bis 1118 der 28. Kalif der Abbasiden.
Al-Mustazhir stand schon wie seine Vorgänger seit al-Qaim unter der Oberherrschaft der Seldschuken und war politisch völlig machtlos. Erst unter seinem Sohn und Nachfolger al-Mustarshid (1118–1135) sollten sich mit dem Niedergang des Seldschukenreichs Möglichkeiten ergeben, die Macht der Abbasiden zu erneuern.
Zu seinen Ehefrauen gehörte unter anderem Ismah Chatun, eine Tochter des Seldschuken-Sultans Malik Schah I. Sie gebar ihm den Sohn Abu Ishaq Ibrahim (1112–1114), der an den Pocken starb.